# Урок Фауста
«Уро́к Фа́уста» (чеш. Lekce Faust) — фильм Яна Шванкмайера, история о бедном докторе Фаусте, продавшем душу Сатане, явившимся ему в облике Мефисто. Шванкмайер отдаёт дань старинной чешской традиции — кукольному театру. В диалоги «Урока Фауста» режиссёром вводятся реплики из пьес народных кукольников, и одним из действующих лиц автор назначает Кашпарека.

## Сюжет
Герой Шванкмайера блуждает по узким улочкам Праги с мистической картой в руках.
Лабиринты улиц приводят его на заброшенный чердак, где он находит старинный кукольный театр и «Фауста» Гёте посередине комнаты. Он примеряет костюм Фауста и вживается в его образ. Начавшись как невинная забава, его путешествие превратилось в реальность, и герой очутился в лаборатории знаменитого алхимика…
«Урок Фауста» — философская притча о близком соседстве с нами сатанинского мира, сплошных потерь, которые прикидываются исключительными обретениями. Комбинируя игру живых актёров, марионеток и анимацию, автор размышляет о неизбежной погибели любви, искусства и души в мире механических зависимостей и тотальной управляемости человеком, как марионеткой, сверху от лица того, у кого нет лица, кого принято звать «цивилизаций».
Фауст Шванкмайера, обманувшись в своём предназначении и в мечте о Маргарите (она оказалась деревянной куклой), находит свой конец под колёсами авто, которым не правит никто. Воистину безликость сатаны — самая ужасающая из его возможных личин. И торжественный договор с ним излишен.
В фильме заметна своеобразная закольцованность сюжета. В начале фильма будущий Фауст встречает человека, который пробегает мимо него охваченный ужасом; в конце фильма уже сам Фауст пробегает мимо нового героя, которому только предстоит встретить те же кошмары. Периодически появляется и ещё один персонаж - бродяга с большим газетным свёртком. Когда Фауст погибает под колёсами авто, бродяга успевает забрать его ногу, завернуть в газету и скрыться.
«Пей, танцуй и постарайся не портить воздух», — это незамысловатое жизненное кредо, звучащее в фильме, оказывается вполне достаточным основанием для вхождения в круг клиентуры Мефисто.

## В ролях
- Петр Чепек — Фауст
- Ян Краус
- Владимир Кудла
- Антонин Зацпал
- Иржи Сухи
- Виктория Кноткова

## Интересные факты
- 6 премий за «Лучший фильм» и «Лучший актёр» (Чешские львы, Международный фестиваль в Карловых Варах, награда Чешских критиков, фестиваль «Фантаспорто»)
- В фильме использованы приёмы из народного площадного кукольного театра. Также много сносок на средневековые пьесы о докторе Фаусте.
- Миф о Фаусте перетекает в параллельные мифы: эпизод, где Фауст, попав в театральный подвал, разбивает стеклянную колбу с гомункулусом, вкладывает ему в рот записку и кукла оживает — это история явно из другой, хоть и генетически родственной мифологии.
- В фильме использована музыка Иоганна Себастьяна Баха